# La Chapelle-Saint-Quillain
 La Chapelle-Saint-Quillain  es una comuna y población de Francia, en la región de Franco Condado, departamento de Alto Saona, en el distrito de Vesoul y cantón de Gy. No está integrada en ninguna Communauté de communes.

## Demografía
| 135 | 132 | 120 | 113 | 95 | 96 | 129 |
| Para los censos de 1962 a 1999 la población legal corresponde a la población sin duplicidades (Fuente: INSEE [Consultar]) |     |     |     |    |    |     |